# ایستگاه راه‌آهن آذرشهر
ایستگاه راه‌آهن آذرشهر (فارسی: ایستگاه راه‌آهن اذرشهر) ایستگاه راه‌آهنی در دهستان دستجرد، شهرستان آذرشهر، استان آذربایجان شرقی می‌باشد که در سال ۲۰۰۶ جمعیت آن ۱۶ نفر و ۴ خانوار بوده‌است.